# 维特雷
维特雷（法語：Vitré，發音：[vitʁe] ⓘ），法国西北部城市，布列塔尼大区伊勒-维莱讷省的一个市镇，隶属于富热尔-维特雷区，其市镇面积为37.19平方公里，2022年1月1日时人口数量为18,892人，在法国市镇中排名第514位。
维特雷位于伊勒-维莱讷省东部，维莱讷河畔，是一个区域性的中心城市，巴黎－布雷斯特铁路和多条干线公路在此交汇。维特雷是法国艺术与历史之城，因其境内大量的文艺复兴建筑而闻名，维特雷城堡及城墙是当地的地标性建筑物。
1801至1926年间，维特雷曾为伊勒-维莱讷省的一个副省会，下辖维特雷区。

## 地名来源
“维特雷”一名来源于高卢人名“Victorius”，后者可能为当地历史上的一名领主，该高卢人名对应的现代法语人名为“Victor”。

## 历史

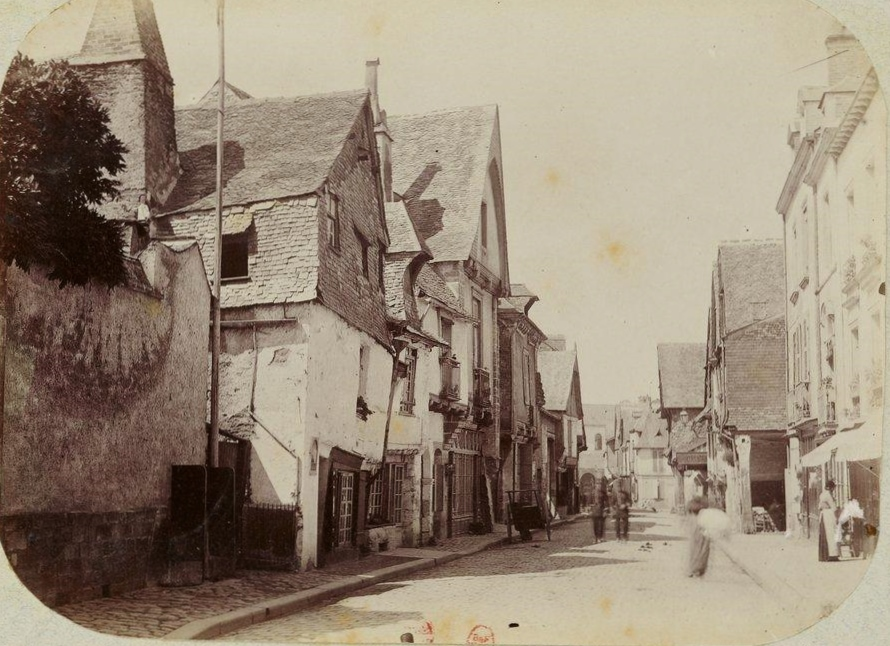
1877年的维特雷街头

早在高卢-罗马时期，维特雷就已形成聚落。中世纪中期，维特雷逐渐发展成为布列塔尼的一座边防城塞。1008年，当地领主里瓦隆获得男爵爵位，其附近区域组建成为男爵国，直至18世纪末。自13世纪起，维特雷成为马尔穆捷修道院的一处领地。14世纪布列塔尼公国并入法兰西王国后，维特雷成为巴黎至布列塔尼半岛道路上的重要商业驿站，当地出现了大批文艺复兴建筑。宗教战争期间，雨格诺派曾占领了维特雷。1601年，维特雷和附近一些城市的商会组织联合成立了法兰西远东航海集团。法国大革命后，维特雷成为伊勒-维莱讷省的一个市镇以及该省的一个地区行署，自1801年起成为该省的一个副省会。舒昂党人曾将维特雷作为一个据点。途径维特雷的巴黎－布雷斯特铁路于1857年建成，一条连接富热尔的支线铁路则于1867年通车，后因客流较小而关闭。维特雷副省府于1926年被撤销，原维特雷区整体并入富热尔区（2010年起更名为“富热尔-维特雷区”）。二战后，维特雷人口数量有所增加，其城市逐渐向铁路线以南扩张。

## 地理

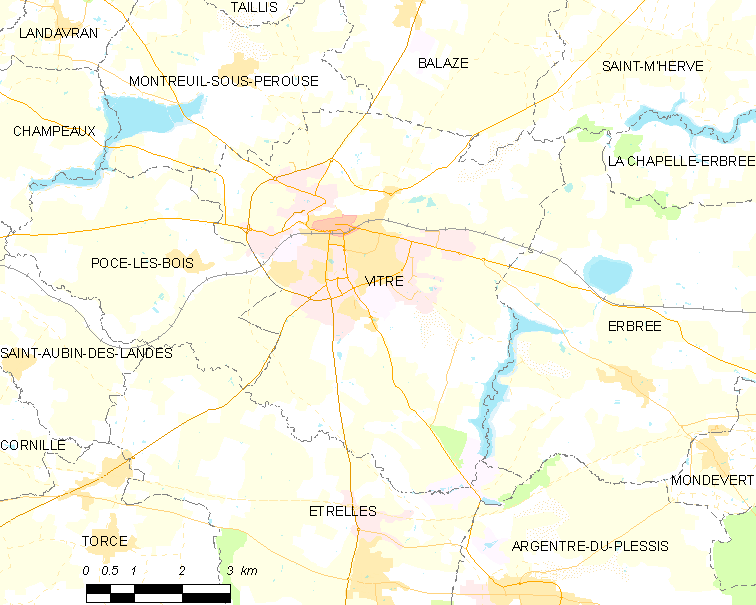
维特雷市镇范围地图

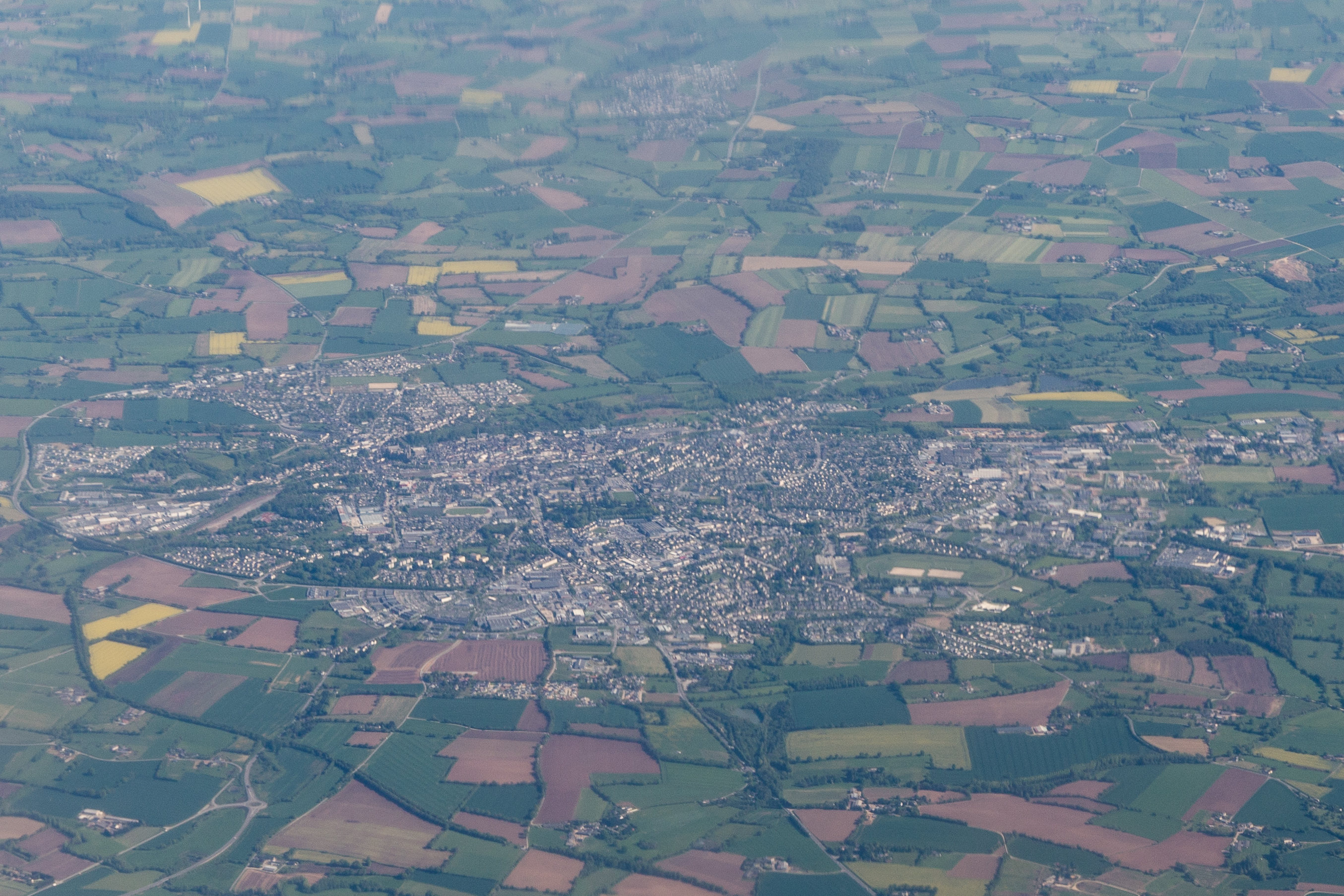
航拍维特雷

维特雷位于法国西北部，布列塔尼大区东部和伊勒-维莱讷省东部，距离省会雷恩大约41公里。与维特雷接壤的市镇包括：埃尔布雷、巴拉泽、埃特雷勒、蒙特勒伊苏佩鲁斯、波塞莱布瓦、圣梅尔韦。

### 地形
维特雷位于阿摩里卡丘陵北部腹地，境内以浅丘为主，市镇中心地势自维莱讷河谷向两侧抬升，铁路线以南的区域则相对平坦，全境海拔在56到127米之间。

### 水文
维莱讷河自东向西流经维特雷市区北部，其左岸支流韦尔努泽溪流经市区。市区东南部的拉瓦利耶尔湖是一个大型人工水库，修建于1978年，现为维特雷的主要生活用水水源。

### 植被
维特雷属于温带阔叶混交林区，林地主要分布于河流附近，市区南部的公共花园（Jardin Public）是当地主要的城市绿地。
在鲜花城市的评比中，维特雷被评为4星级（最高级）鲜花城市。

### 气候
维特雷在柯本气候分类法中属于温带海洋性气候。
距离维特雷最近的常年气象站位于拉瓦勒市区南部，以下为该气象站的数据：
| 拉瓦勒1981年－2019年 | 拉瓦勒1981年－2019年 | 拉瓦勒1981年－2019年 | 拉瓦勒1981年－2019年 | 拉瓦勒1981年－2019年 | 拉瓦勒1981年－2019年 | 拉瓦勒1981年－2019年 | 拉瓦勒1981年－2019年 | 拉瓦勒1981年－2019年 | 拉瓦勒1981年－2019年 | 拉瓦勒1981年－2019年 | 拉瓦勒1981年－2019年 | 拉瓦勒1981年－2019年 | 拉瓦勒1981年－2019年 |
| 月份                 | 1月                  | 2月                  | 3月                  | 4月                  | 5月                  | 6月                  | 7月                  | 8月                  | 9月                  | 10月                 | 11月                 | 12月                 | 全年                 |
| -------------------- | -------------------- | -------------------- | -------------------- | -------------------- | -------------------- | -------------------- | -------------------- | -------------------- | -------------------- | -------------------- | -------------------- | -------------------- | -------------------- |
| 历史最高温 °C（°F）  | 16.6 (61.9)          | 19.6 (67.3)          | 23.7 (74.7)          | 27.7 (81.9)          | 31.2 (88.2)          | 37.8 (100.0)         | 39.3 (102.7)         | 39.6 (103.3)         | 33 (91)              | 27.4 (81.3)          | 20.5 (68.9)          | 16.6 (61.9)          | 39.6 (103.3)         |
| 平均高温 °C（°F）    | 8 (46)               | 9.5 (49.1)           | 12.6 (54.7)          | 15 (59)              | 19.2 (66.6)          | 22.3 (72.1)          | 24.3 (75.7)          | 24.8 (76.6)          | 21.3 (70.3)          | 16.7 (62.1)          | 11.3 (52.3)          | 8.2 (46.8)           | 16.1 (61.0)          |
| 日均气温 °C（°F）    | 5.2 (41.4)           | 6 (43)               | 8.3 (46.9)           | 10.2 (50.4)          | 14.1 (57.4)          | 16.9 (62.4)          | 18.9 (66.0)          | 19.2 (66.6)          | 16.1 (61.0)          | 12.7 (54.9)          | 8.1 (46.6)           | 5.4 (41.7)           | 11.8 (53.2)          |
| 平均低温 °C（°F）    | 2.5 (36.5)           | 2.5 (36.5)           | 4.1 (39.4)           | 5.4 (41.7)           | 9.1 (48.4)           | 11.6 (52.9)          | 13.4 (56.1)          | 13.5 (56.3)          | 10.8 (51.4)          | 8.7 (47.7)           | 4.9 (40.8)           | 2.7 (36.9)           | 7.4 (45.3)           |
| 历史最低温 °C（°F）  | −12.2 (10.0)         | −11.8 (10.8)         | −9.4 (15.1)          | −3.5 (25.7)          | 0.2 (32.4)           | 2.9 (37.2)           | 6 (43)               | 5.3 (41.5)           | 3.2 (37.8)           | −3.4 (25.9)          | −7.4 (18.7)          | −9.2 (15.4)          | −12.2 (10.0)         |
| 平均降水量 mm（）    | 73 (2.9)             | 59.6 (2.35)          | 52.4 (2.06)          | 56.2 (2.21)          | 67.3 (2.65)          | 45.4 (1.79)          | 48.1 (1.89)          | 43.8 (1.72)          | 60.6 (2.39)          | 79.4 (3.13)          | 72.6 (2.86)          | 81.6 (3.21)          | 740 (29.1)           |
| 月均日照時數         | 63.4                 | 85.5                 | 125.3                | 151.5                | 197.2                | 214.2                | 207.6                | 216.9                | 164.5                | 105.2                | 69.2                 | 54.9                 | 1,655.4              |
| 来源：infoclimat.fr  |                      |                      |                      |                      |                      |                      |                      |                      |                      |                      |                      |                      |                      |

## 行政区划
维特雷是法国布列塔尼大区伊勒-维莱讷省的一个市镇，编号为35360。维特雷隶属于富热尔-维特雷区和伊勒-维莱讷省第五选区，管理维特雷县，同时也是维特雷城市圈公共社区的办公驻地。
法国国家统计与经济研究所（简称）在进行数据统计时，将维特雷单独设为维特雷城市核心区，并将包括核心区在内的周边共12个市镇划为维特雷城市区。自2020年起，维特雷城市区被包含30个市镇的维特雷城市辐射区代替。此外，还将维特雷市镇分为了7个“块区”（IRIS），以便于统计人口分布情况。

## 交通

### 公路
法国国道N157线经过维特雷市区南部的埃特雷勒境内，此外多条伊勒-维莱讷省省道在维特雷境内交汇。市区南、西、北三面建有过境公路。布列塔尼大区下属的城际客运提供巴士线路，可前往富热尔。
| 5 巴黎 勒芒 | 15 |

| 28 卡昂 圣洛 | 24 |

| 雷恩 | 42 |

| 富热尔 | 29 |

| 圣马洛 | 94 |

| 布里耶港 | 21 |

| 拉瓦勒 | 38 |

| 马耶讷 | 55 |

| 埃尔内 | 31 |

| 克朗 | 39 |

| 南特 | 122 |

| 昂热 | 102 |

| 沙托布里扬 | 52 |

| 让泽 | 35 |

2018年，76.6%的维特雷家庭拥有至少一辆私人汽车。2019年，维特雷境内共发生各类交通事故4起，造成6人受伤。

### 铁路

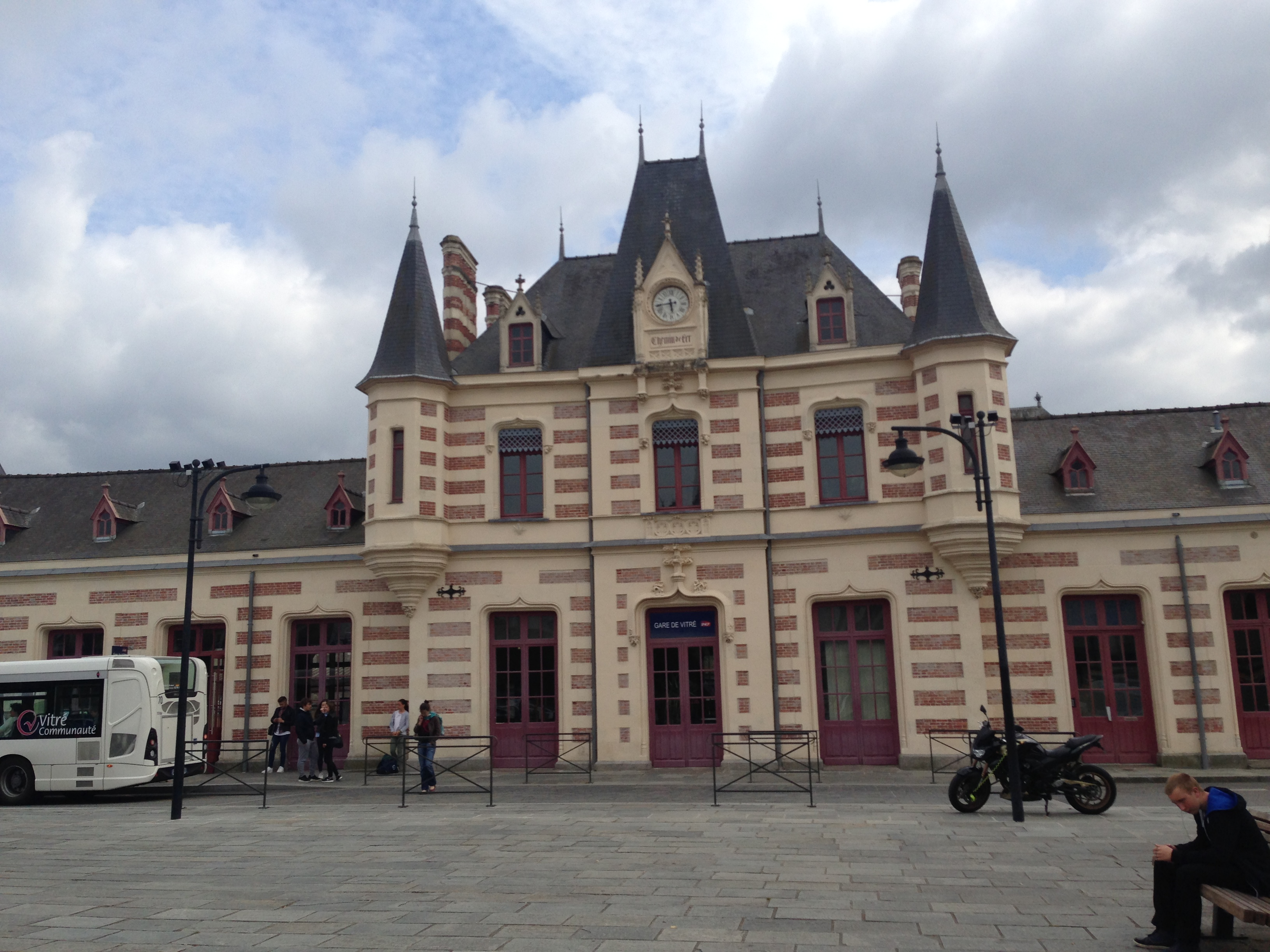
维特雷火车站

维特雷位于巴黎－布雷斯特铁路上。维特雷站位于市区中部，停靠少量可直达巴黎的高速列车和多趟往返于拉瓦勒和雷恩一线的区域列车。

### 航空
距离维特雷最近的民用航空站为雷恩机场，距离维特雷市中心的公路里程约47公里。

### 城市公共交通
维特雷城市公共交通（商业名称为）是当地的城市公共交通系统。截至2022年1月，该系统共包括3条市区公交线路和6条郊区公交线路，路网覆盖了维特雷市区内的主要街道和居民区。

## 政治

### 市政内阁
维特雷的现任市长为伊莎贝尔·勒卡莱内克女士，她是共和党的一名成员，在2020年的市政选举中获得了55.63%的支持率。自2021年起，伊莎贝尔·勒卡莱内克也同时担任布列塔尼大区主席职务。
| 维特雷历届市长 | 维特雷历届市长                            | 维特雷历届市长                                              |
| 任期           | 市长                                      | 党派                                                        |
| -------------- | ----------------------------------------- | ----------------------------------------------------------- |
| 1944年－1959年 | Marcel Rupied 马塞尔·里皮耶               | RPF法国人民联盟                                             |
| 1959年－1966年 | Louis Giroux 路易·吉鲁                    | DVD右翼无党派人士                                           |
| 1966年－1977年 | René Crinon 勒内·克里农                   | UDR共和国保卫联盟 →RPR保衛共和聯盟                          |
| 1977年－2020年 | Pierre Méhaignerie 皮埃尔·梅艾涅里        | UDF法国民主联盟 →UMP人民运动联盟 →UDI民主人士和独立人士联盟 |

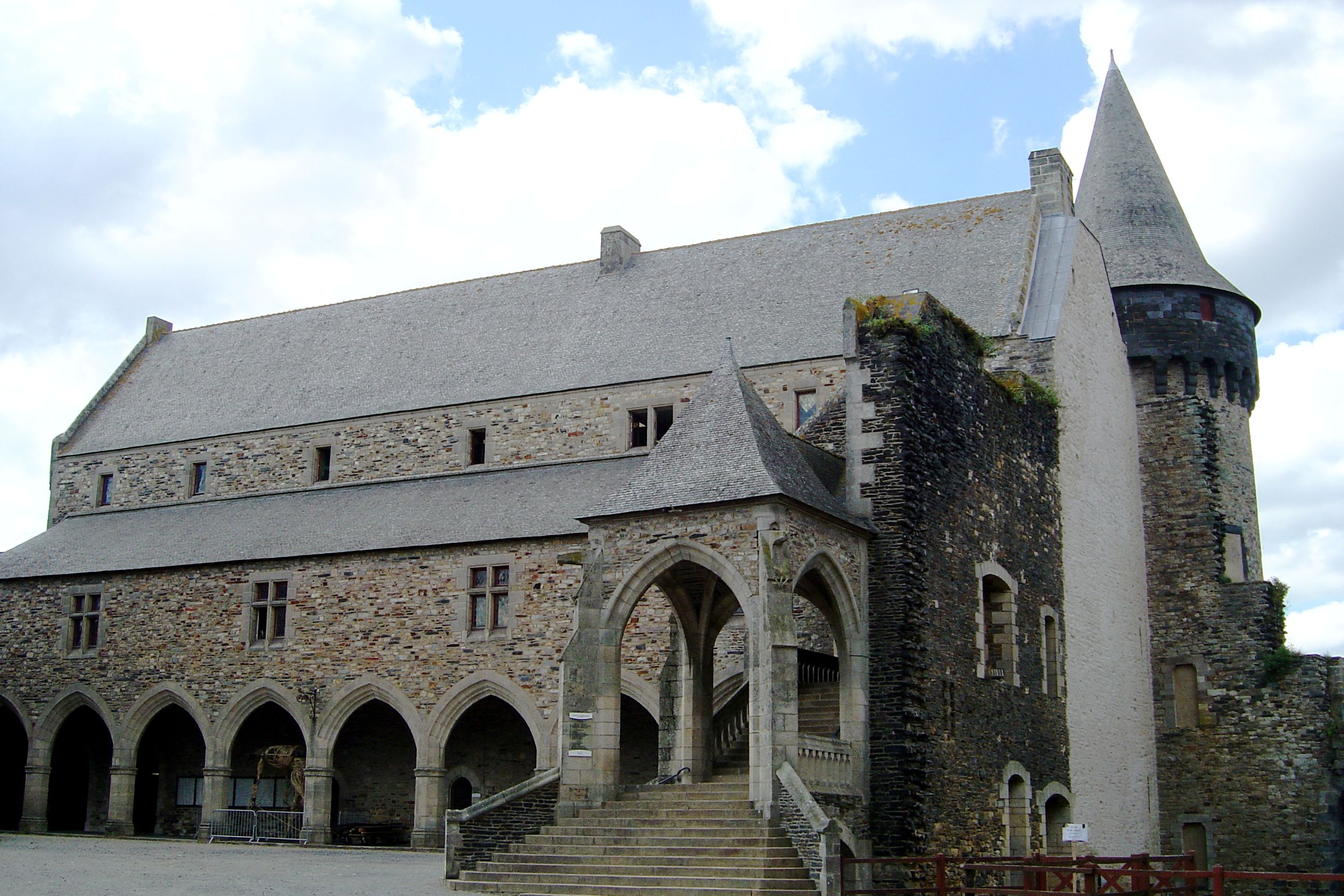
维特雷市政厅

| 2020年－       | Isabelle Le Callennec 伊莎贝尔·勒卡莱内克 | DVC混杂中间派 →LR共和黨                                     |

### 各级选举
| 维特雷历届投票选举结果 | 维特雷历届投票选举结果 | 维特雷历届投票选举结果 | 维特雷历届投票选举结果 | 维特雷历届投票选举结果         | 维特雷历届投票选举结果 | 维特雷历届投票选举结果 | 维特雷历届投票选举结果      | 维特雷历届投票选举结果 | 维特雷历届投票选举结果 |
| 选举项目               | 选举范围               | 选区单位               | 选举结果               | 选举结果                       | 选举结果               | 选举结果               | 选举结果                    | 选举结果               | 参考资料               |
| 选举项目               | 选举范围               | 选区单位               | 第一轮胜出者           | 第一轮胜出者                   | 支持率                 | 第二轮胜出者           | 第二轮胜出者                | 支持率                 | 参考资料               |
| ---------------------- | ---------------------- | ---------------------- | ---------------------- | ------------------------------ | ---------------------- | ---------------------- | --------------------------- | ---------------------- | ---------------------- |
| 2017年法國總統選舉     | 法國                   | 市镇                   |                        | 埃马纽埃尔·马克龙              | 34.24%                 |                        | 埃马纽埃尔·马克龙           | 83.25%                 | [ 23 ]                 |
| 2017年法国立法选举     | 伊勒-维莱讷省第五选区  | 市镇                   |                        | 克里斯蒂娜·克洛阿雷克-勒纳布尔 | 40.97%                 |                        | 伊莎贝尔·勒卡莱内克         | 50.9%                  | [ 23 ]                 |
| 2019年欧洲议会选举     | 法國                   | 市镇                   |                        | 复兴运动党                     | 31.72%                 | （不适用）             | （不适用）                  | （不适用）             | [ 23 ]                 |
| 2021年法国省级选举     | 伊勒-维莱讷省          | 县                     |                        | 埃利萨贝特·布兰 保罗·拉波斯    | 43.08%                 |                        | 埃利萨贝特·布兰 保罗·拉波斯 | 56.32%                 | [ 24 ]                 |
| 2021年法国省级选举     | 伊勒-维莱讷省          | 市镇                   |                        | 埃利萨贝特·布兰 保罗·拉波斯    | 42.58%                 |                        | 埃利萨贝特·布兰 保罗·拉波斯 | 50.74%                 | [ 24 ]                 |
| 2021年法国大区选举     | 布列塔尼大區           | 市镇                   |                        | 伊莎贝尔·勒卡莱内克            | 40.92%                 |                        | 伊莎贝尔·勒卡莱内克         | 43.91%                 | [ 25 ]                 |

## 人口
2018年，维特雷市镇人口数量为18,267，在法国排名第514位。其中男性8,769人，女性9,498人，75岁及以上人口占9.5%，外籍人口数量为4,245人，人口密度为493人/平方公里，当地居民被称为（男性）或（女性）。2019年，维特雷境内出生178人，死亡人口199人。
| 年份   | 1936  | 1946  | 1954  | 1962   | 1968   | 1975   | 1982   | 1990   | 1999   | 2006   | 2011   | 2016   | 2019   |
| ------ | ----- | ----- | ----- | ------ | ------ | ------ | ------ | ------ | ------ | ------ | ------ | ------ | ------ |
| 人口數 | 8,506 | 9,367 | 9,611 | 10,380 | 11,343 | 12,318 | 13,042 | 14,486 | 15,313 | 16,156 | 17,106 | 17,884 | 18,487 |

## 经济
维特雷是一个区域性的中心城市。截止2022年1月，维特雷市镇范围内共有各类用人单位（包含自雇）2,967家，平均历史为16年，其中96.98%为中小型企业（PME）。（肉制品）、（奶制品生产）及（橡胶制品生产）是当地2020年营业额最高的三个企业，分别为716,728,734欧元、244,953,213欧元和119,805,029欧元。

## 财政与居民收入
2020年，维特雷的财政收入总额为23,301,400欧元，财政支出总额为24,106,700欧元，当年的债务总额为15,108,000欧元。2021年，维特雷共获得899,338欧元的国家财政补助，比上一年减少了2.91%。
2019年，维特雷的人均月收入总额为2,220欧元，其中高级职员为4,076欧元，低于法国平均水平（4,230欧元）；中级职员为2,301欧元，低于法国平均水平（2,411欧元）；普通职员为1,687欧元，亦低于法国平均水平（1,740欧元）。
2018年，维特雷境内的青壮年（15至64岁）失业率为10.7%，当地50.7%的家庭拥有纳税资格，平均纳税3,978欧元，高于法国平均水平（3,910欧元）。

## 社会事务

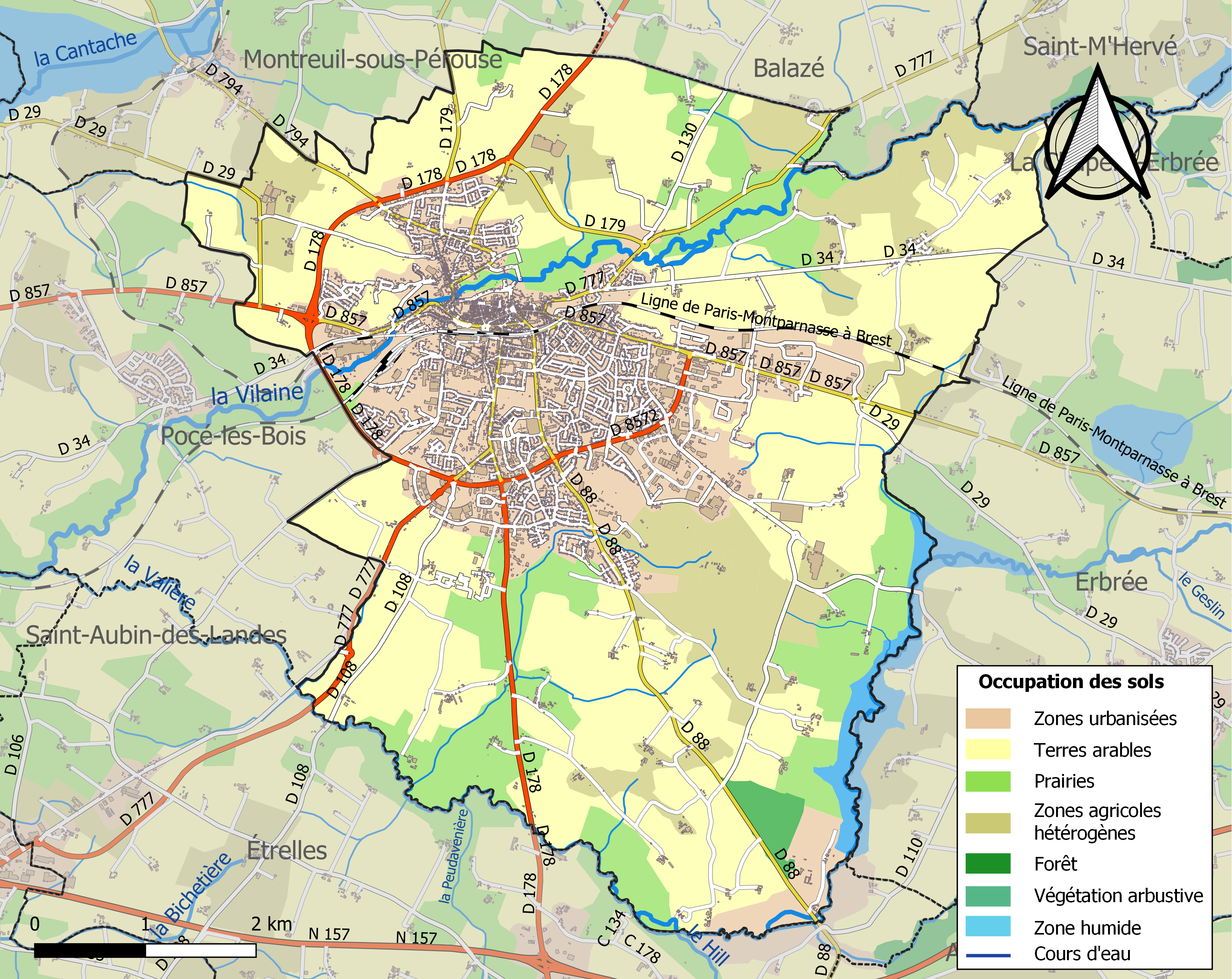
维特雷土地利用情况地图

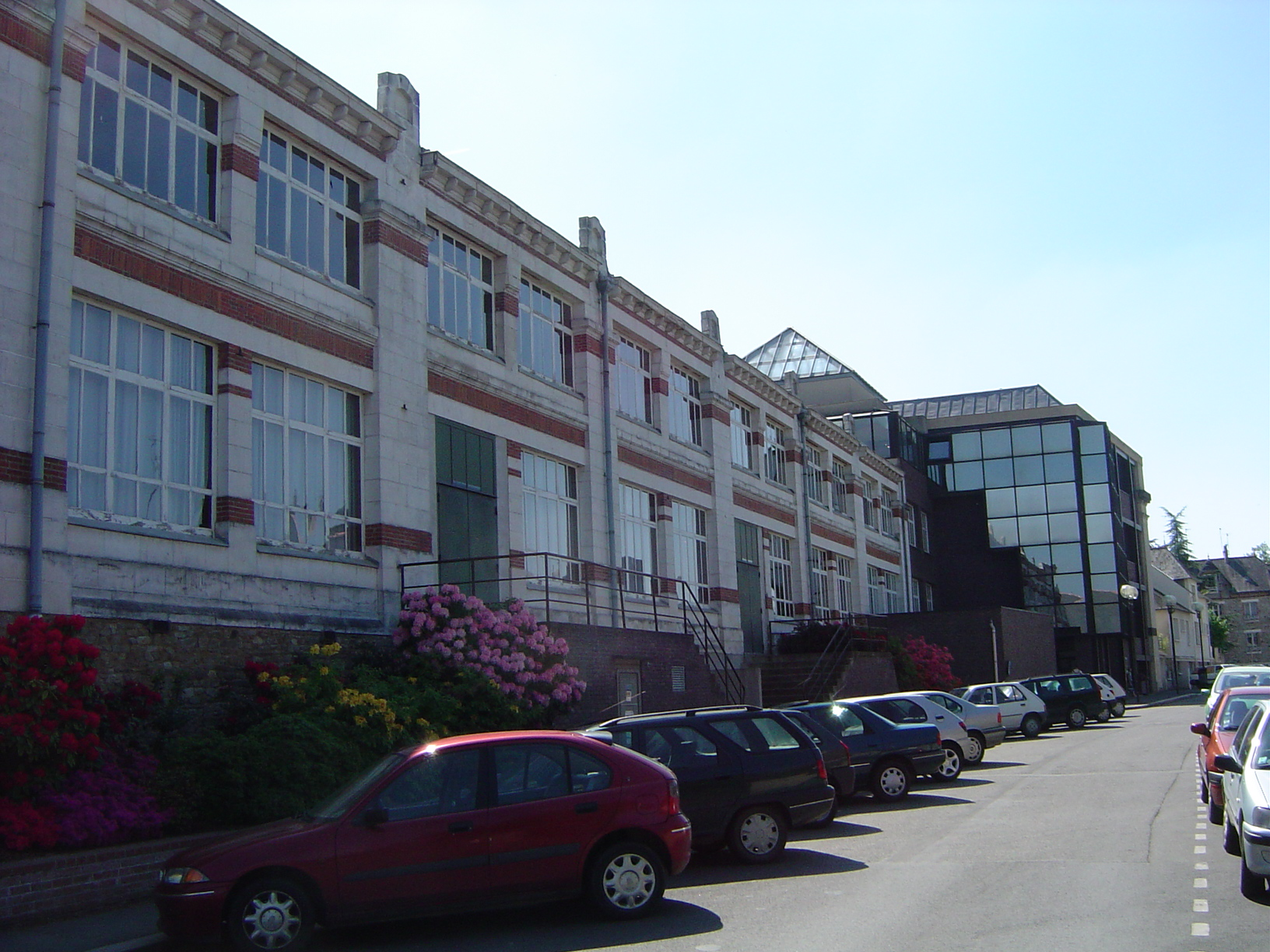
维特雷文化中心

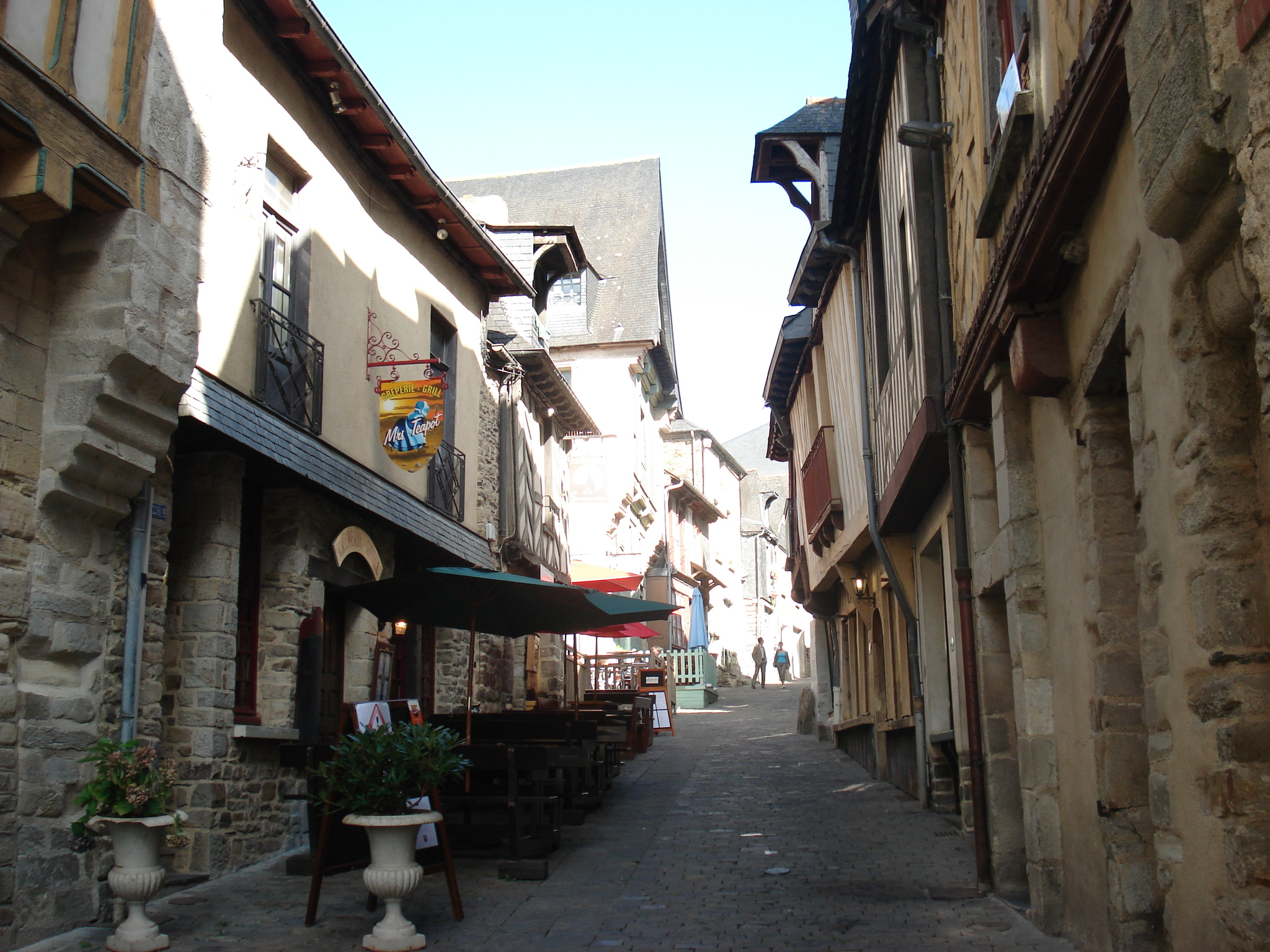
维特雷老城的一条街道

### 教育
维特雷属于雷恩学区。截止2020年1月1日，维特雷境内共有2所幼儿园、8所小学、4所初级中学、2所普通高中、1所农业高中和1所职业高中。2018至2019学年度，维特雷境内共有在校中等教育阶段学生4,292名。

### 医疗
截止2020年1月1日，维特雷境内共有全科医生22名、保健师26名、牙医17名、护士15名、耳科医生8名、眼科医生11名、皮肤科医生2名、助产士5名和妇科医生2名。境内共有药房7家、养老院3家、残疾人帮扶中心5家。
维特雷中心医院（Centre Hospitalier de Vitré）是法国的一个区域性医疗机构，其主病区西蒙娜·薇伊中心医院（Centre Hospitalier de Simone Veil）位于维特雷市区，设有床位141个，是当地规模最大的公立综合性医院。

### 住房
2018年，维特雷境内共有各类住房9,305套，其中55.9%为独立式居民区，42.3%为集中式居民区。常住房屋占维特雷市镇范围内居民建筑总量的90.9%。
在住房保障政策方面，2020年，维特雷境内共有1,850户家庭获得了住房经济补助，受益人数占总人口数量的10.1%，其中1,787份为房租补助。

### 商业
2019年，维特雷境内共有各类实体商铺482家，其中餐厅75家、大型超市9家、杂货店5家、面包房20家、肉铺4家、书店7家、银行门店12家、美容美发店29家、汽车维修店27家。市区南部建有大型开放式商业街区，有Intermarché、Intersport、Hyper U、Darty、Boulanger等商场。

### 体育
2020年，维特雷境内共有1家游泳池、6间体育馆、3座综合体育场、7处网球场、1处马术场、7处足球或橄榄球场、2处篮球或排球场以及1处高尔夫球场。
截至2022年1月，维特雷境内共有两家注册足球俱乐部。维特雷友谊体育俱乐部（编号500048）是当地的代表性足球队，成立于1907年，其主队2021至2022赛季参加法国全国乙组联赛（法国第四级别），其主场市政球场（Stade Municipal）位于市中心。

### 环境
维特雷的环境事务由其所属的维特雷城市圈公共社区负责。2019年，维特雷境内暂无污染企业。

### 治安
2019年，维特雷市镇范围内共有1处派出所和1处宪兵队。2020年，维特雷宪兵队辖区内共121个市镇累计发生各类案件5,163起，其中盗窃类案件2,518起，经济类案件898起，毒品交易类案件237起。

## 文化
2020年，维特雷境内共有1家剧场、1家电影院、3家博物馆和1家音乐厅。维特雷市政府提供多媒体中心，每周二至六向公众开放。

### 建筑
维特雷境内有多处历史建筑，其中法国国家文物保护单位包括维特雷城堡、维特里城墙、圣马丁教堂等。

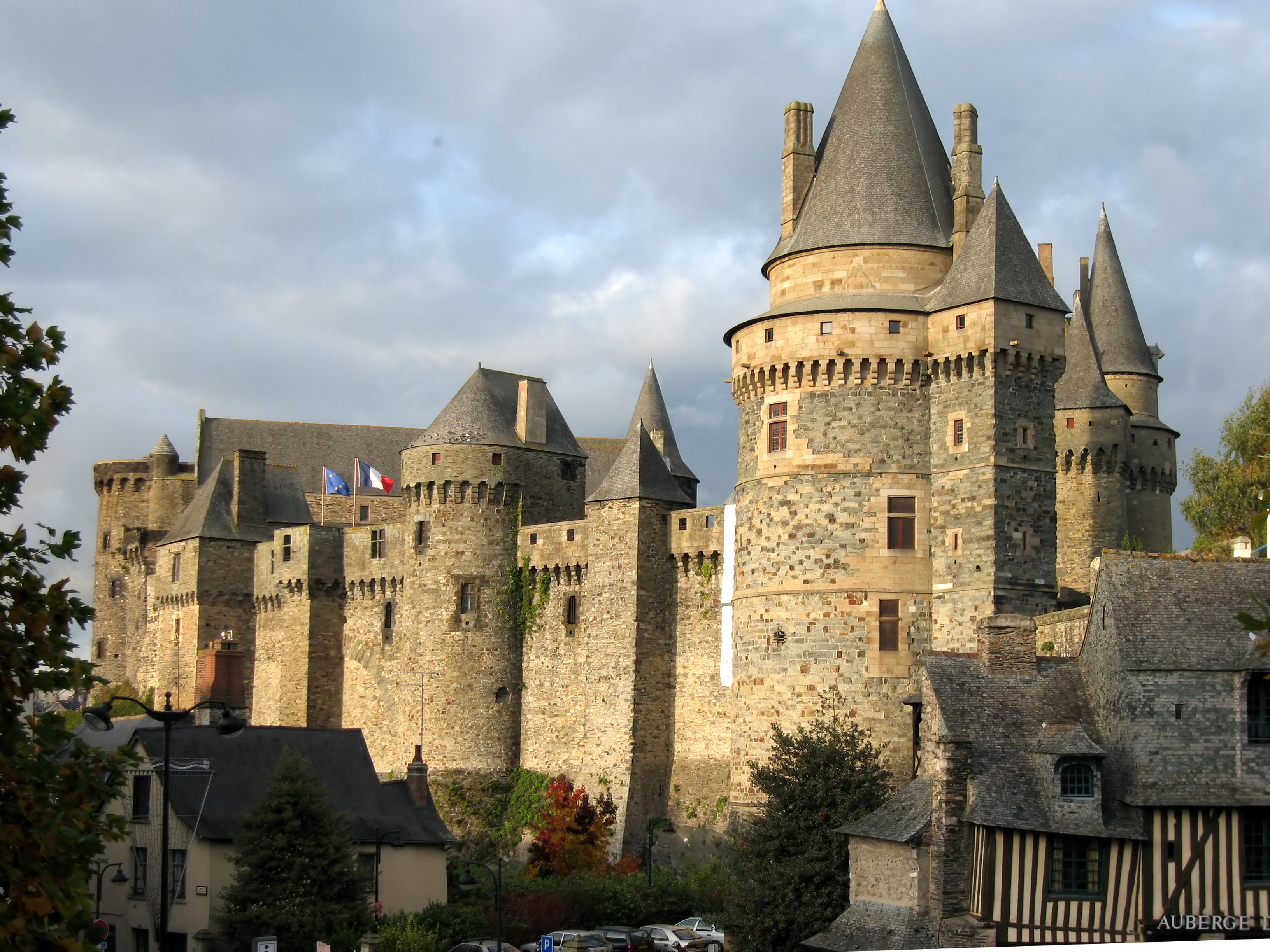
维特雷城堡
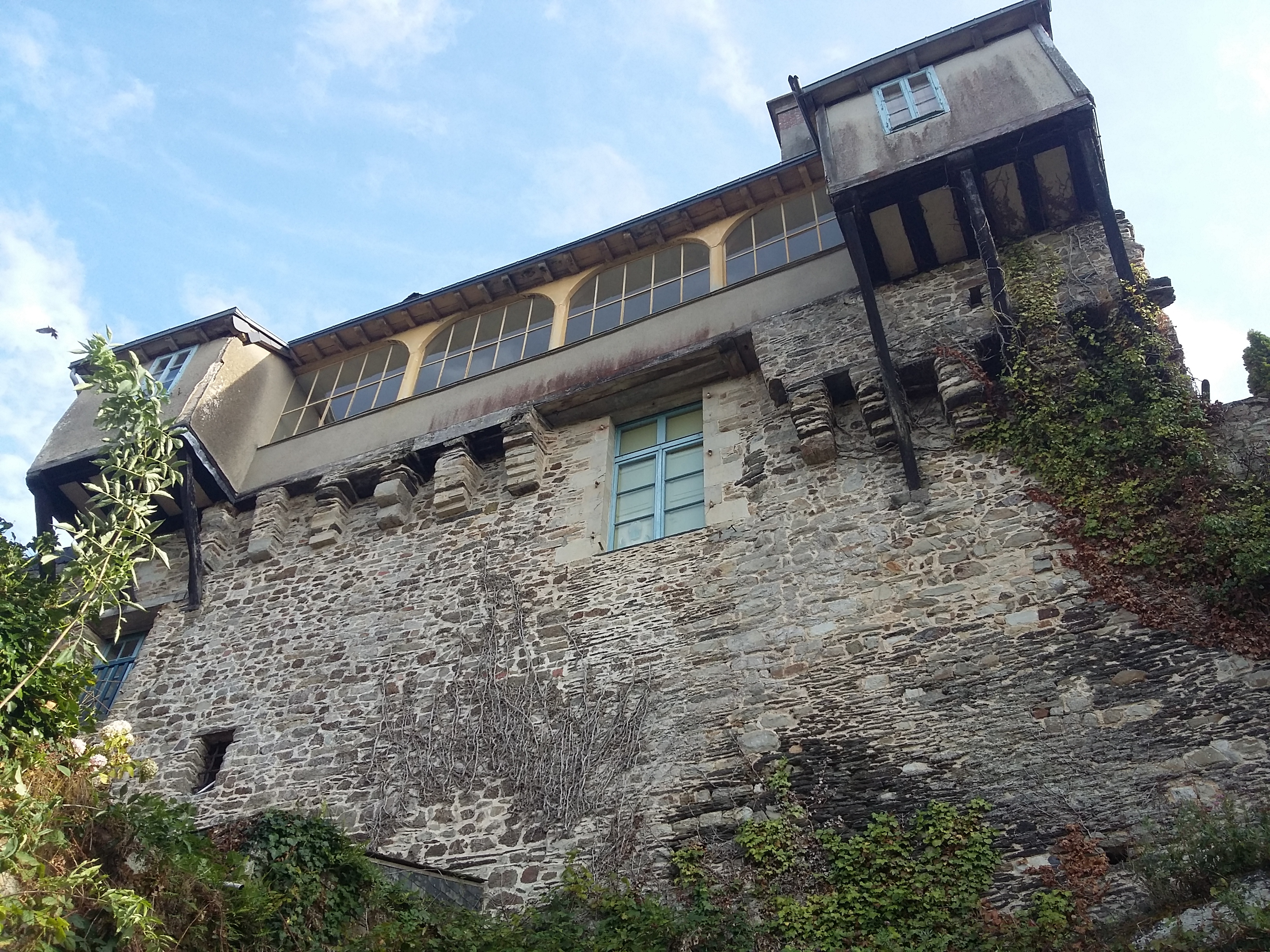
维特里城墙（法语：Remparts de Vitré）
圣马丁教堂（法语：Église Saint-Martin de Vitré）
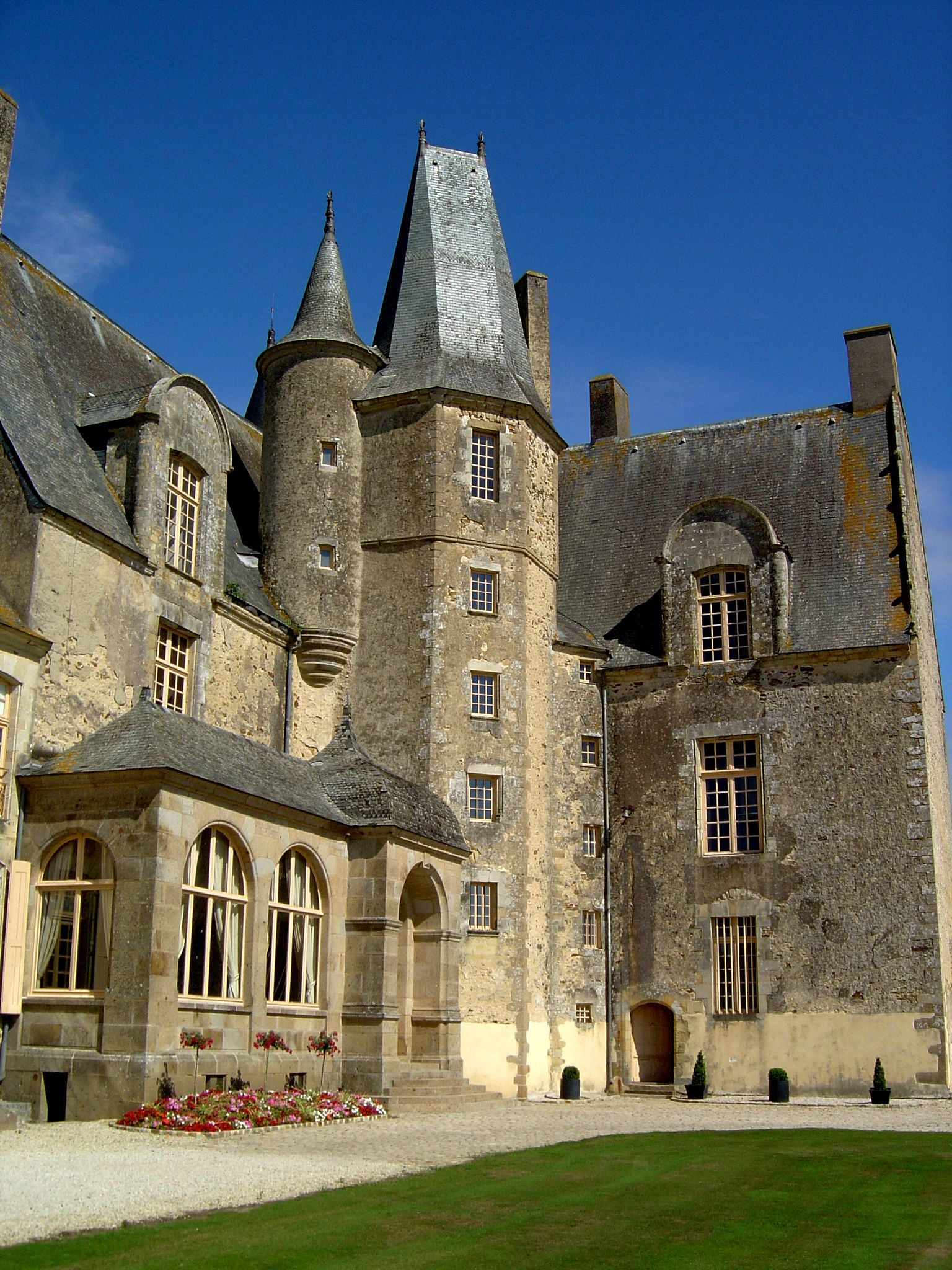
莱罗谢-塞维涅城堡（法语：Château des Rochers-Sévigné）
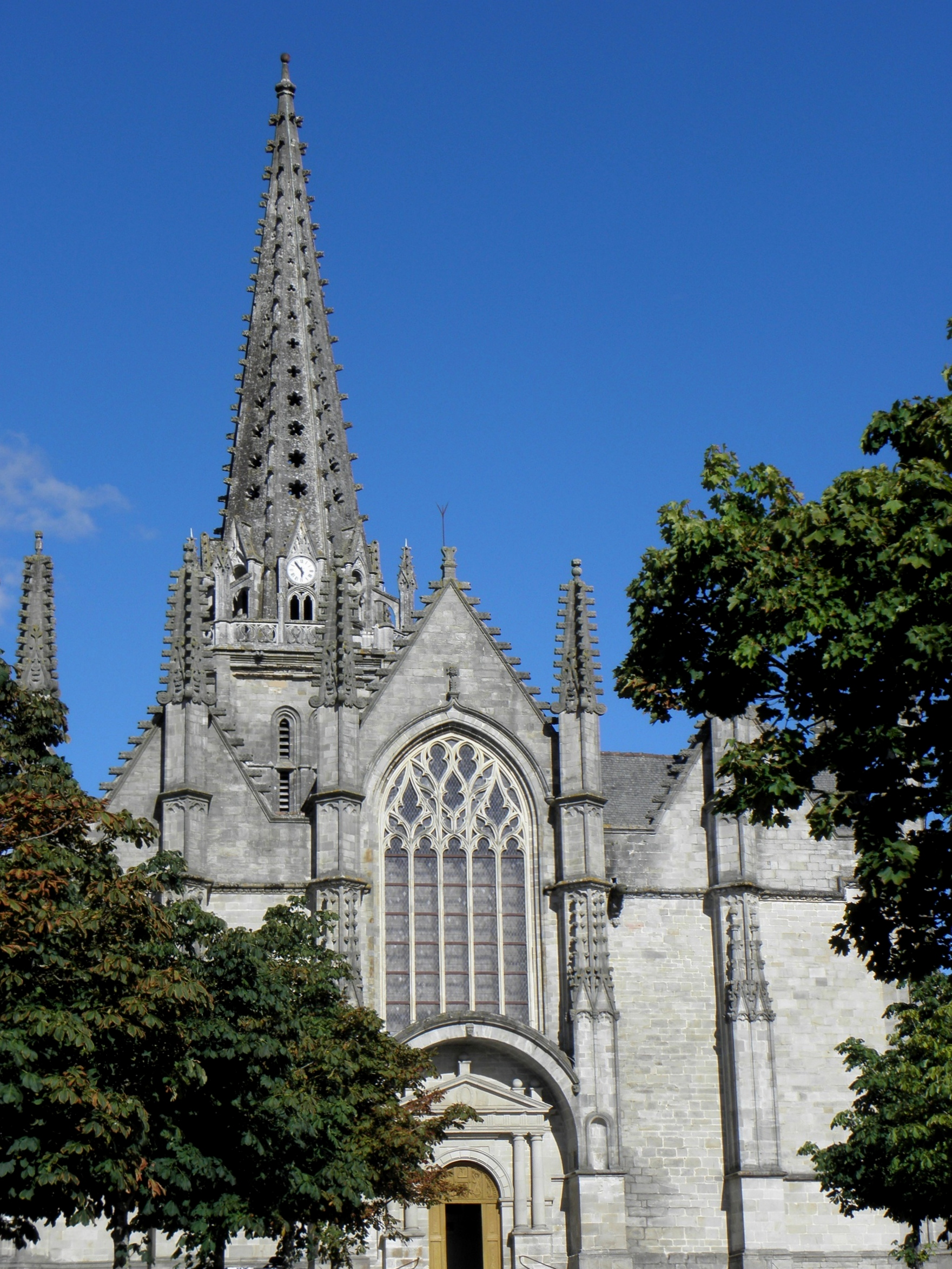
圣母教堂（法语：Église Notre-Dame de Vitré）
圣十字教堂
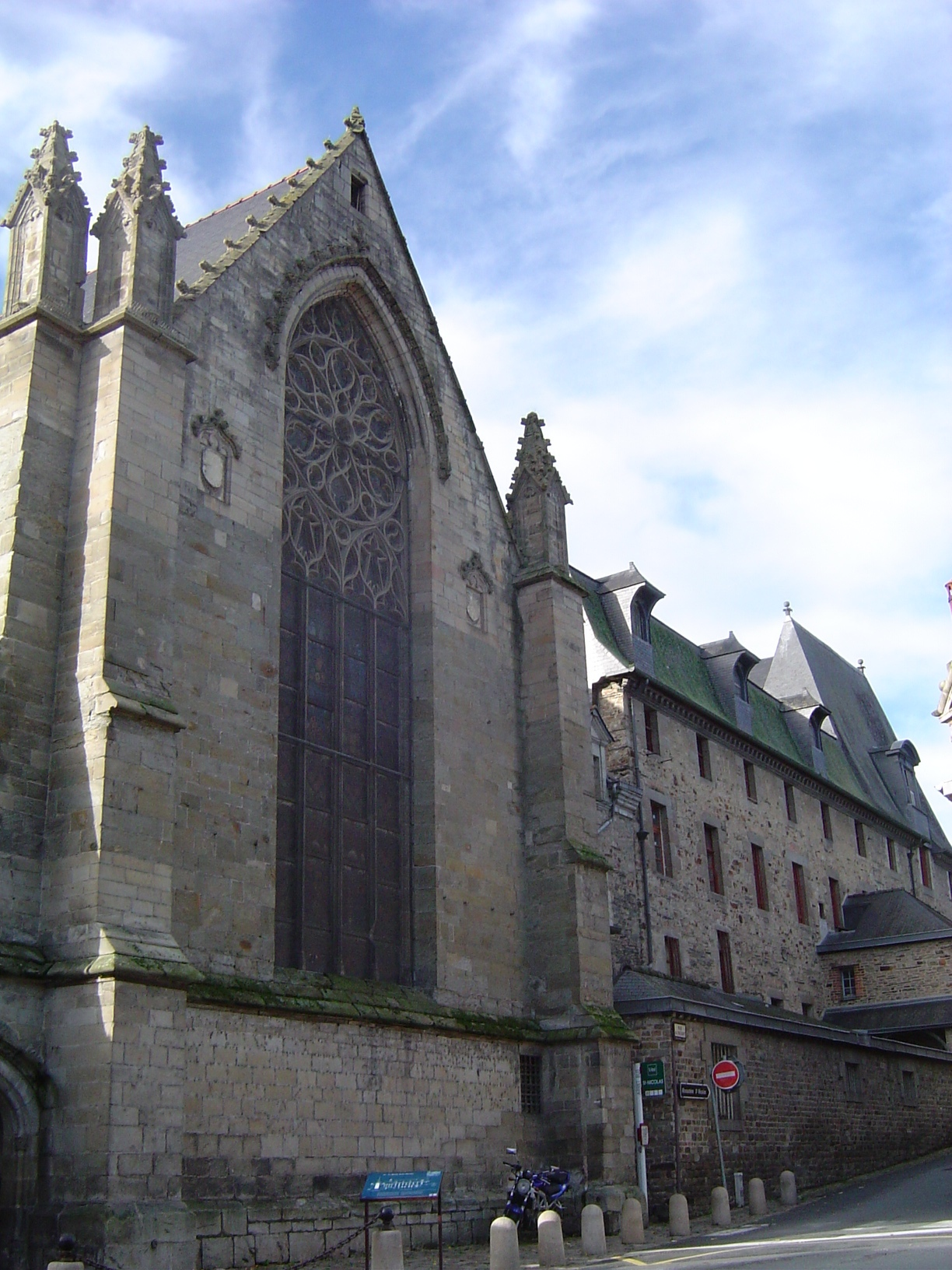
圣尼古拉修道院（法语：Monastère Saint-Nicolas de Vitré）
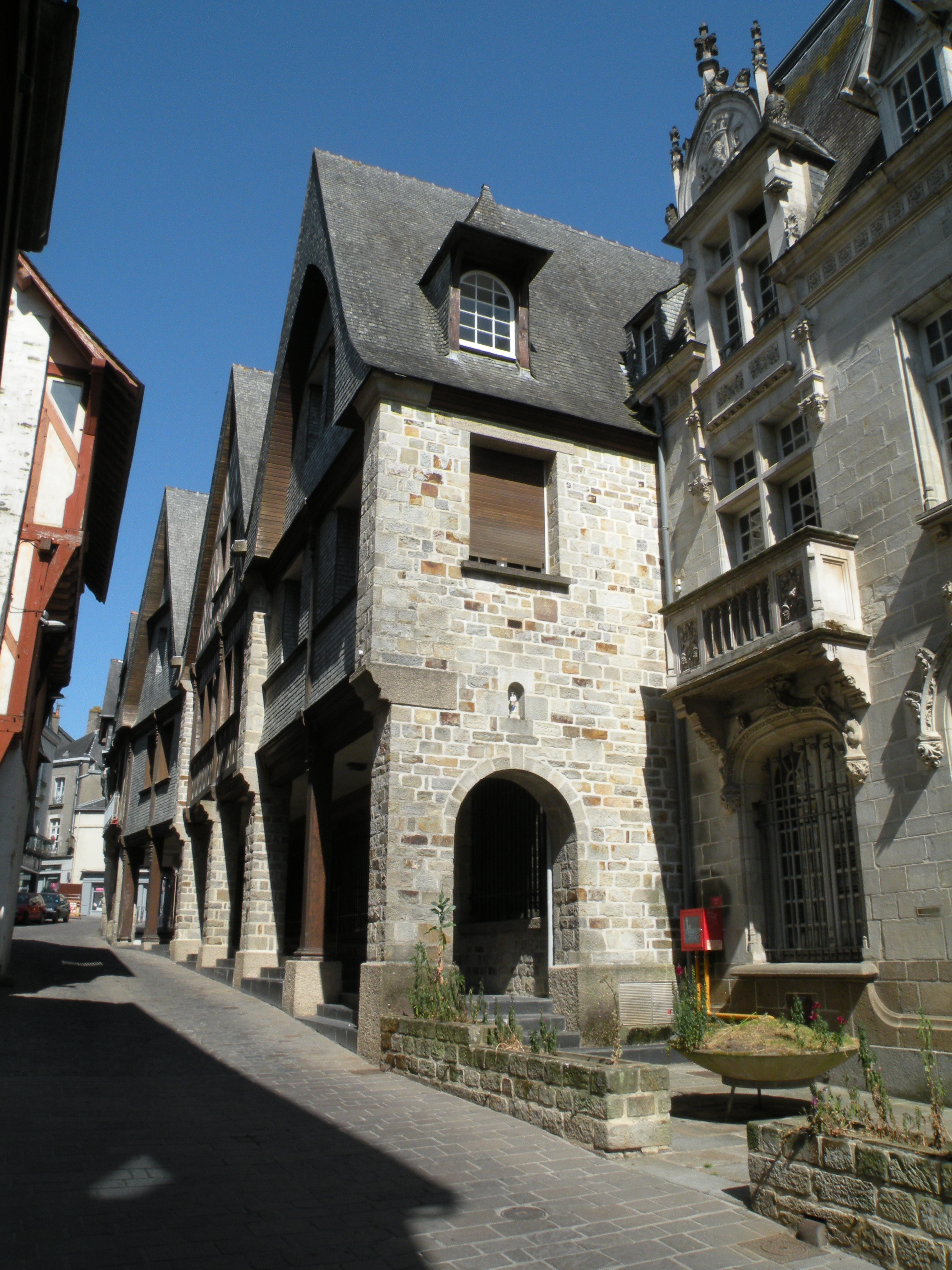
传统民居
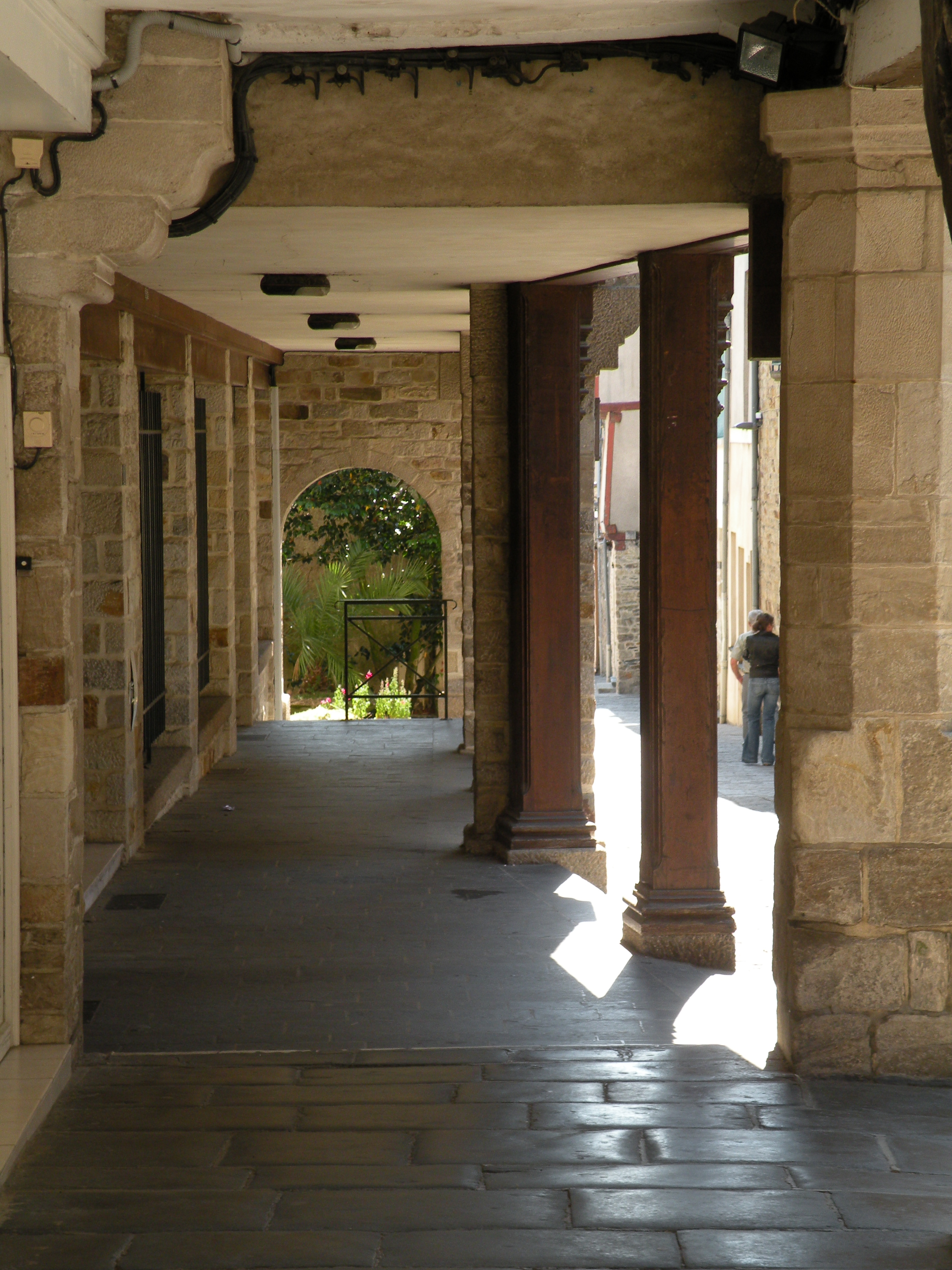
骑楼

### 旅游
维特雷的旅游事务由其所属的维特雷城市圈公共社区负责。2021年，维特雷境内共有7家酒店共计219间房间；另有1个露营地，可容纳共45辆露营车。

### 媒体
法国主要的媒体均可在维特雷接收，法国电视三台下属的布列塔尼大区频道在部分时段播出维特雷所属区域的地方新闻。当地主要的地方性媒体包括《西部法国报》、《维特雷日报》、雷恩电视台、蓝色法兰西阿摩里卡广播等。

## 相关人物
法国作曲家曼托瓦的雅凯、航海家皮埃尔-奥利维耶·马勒布、史学家贝特朗·达尔让特雷、建筑师莫尔旺·马沙尔和足球运动员热罗姆·勒布克出生于维特雷。

## 友好城市
截至2022年1月，维特雷共与八座城市互为友好城市关系：

| - 德国 黑尔姆施泰特 - 英格兰 利明通 - 西班牙 比利亚霍约萨 - 加拿大 Terrebonne | - 美国 Greece - 波蘭 大波兰地区希罗达 - 羅馬尼亞 特尔马丘 - 杰内 |